# Heian Jingū

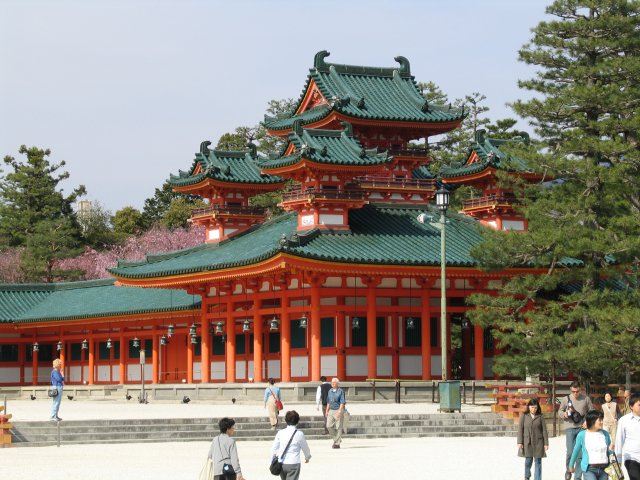
Templo xintoísta

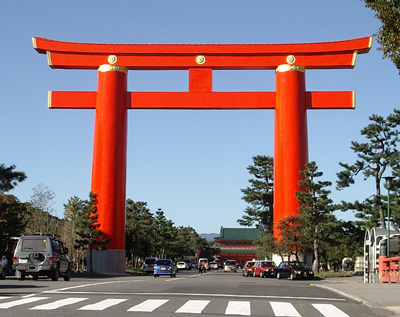
Torii de Heian Jingū.

Heian Jingū (平安神宮) é um templo xintoísta localizado em Quioto, Japão (35° 01′ 00″ N, 135° 46′ 56″ L). O torii que antecede o portão principal é um dos maiores do Japão, e o edifício principal, ou shaden (社殿), é concebido para imitar o Palácio Imperial de Quioto.
O Heian Jingū foi construído em 1895 para o 1.100º aniversário de Heiankyō (o antigo nome de Quioto). O templo é dedicado ao Imperador Kammu e ao Imperador Komei. O primeiro moveu a capital para Heiankyō, e o último antecedeu o Imperador Meiji, que moveu a capital para Tóquio.
O Heian Jingū inclui o Jidai Matsuri, um dos três mais importantes festivais de Quioto. A procissão neste festival começa no antigo palácio imperial, carregando mikoshi (templos portáteis) dos imperadores Kanmu e Kōmei para o Heian Jingū. 